# Mala Plaža
 (mai 2025).
Mala Plaža (littéralement Petite Plage), également appelée Gradska Plaža (Plage de Ville) est la plage principale de la ville d'Ulcinj, au Monténégro.
Elle est située entre le château d'Ulcinj et la péninsule de Jadran. La longueur de la plage est de 376 mètres, elle peut accueillir plus de 2 500 vacanciers.